# Patrīcija Špaka
Patrīcija Špaka (* 29. August 2002) ist eine ehemalige lettische Tennisspielerin.

## Karriere
2019 stand sie im November an der Seite von Iveta Daujotaitė im Doppelfinale des ITF-Turniers von Pärnu, wo die beiden gegen Suzan Lamens und Anastassija Michailowna Pribylowa mit 1:6 und 2:6 verloren.
2021 spielte Špaka für die lettische Billie-Jean-King-Cup-Mannschaft, wo sie im April ein Doppel zusammen mit Daniela Vismane gegen Rutuja Bhosale und Zeel Desai  mit 4:6, 7:5 und [2:10] verlor.
2022 stand sie in der 2. Tennis-Bundesliga in der namentlichen Mannschaftsaufstellung für den Bielefelder TTC, kam aber in der Saison nicht zum Einsatz. Im Juli erhielt sie bei den mit 60.000 US-Dollar dotierten Liepāja Open eine Wildcard für das Einzel und zusammen mit Elza Tomase für das Doppel. Während sie im Einzel bereits in dr ersten Runde gegen Beatrise Zeltiņa ausschied, konnte sie mit Tomase das Halbfinale erreichen.
2023 erhielt sie im Juli abermals eine Wildcard für Einzel und Doppel bei den Liepāja Open, konnte aber beide nicht nutzen und verlor im Einzel mit 1:6 und 3:6 gegen Klaudija Bubelytė und im Doppel an der Seite von Rebeka Margareta Mertena mit 6:4, 2:6 und [5:10] gegen Darja Semeņistaja und Daniela Vismane bereits in der ersten Runde.

### College Tennis
Von 2021 bis 2025 spielte Špaka für das Damentennisteam der Sun Devils der Arizona State University.

## Auszeichnungen
Špaka erhielt den Titel „Bürger von Liepāja des Jahres 2020“ verliehen.